# A Semana em Ação
A Semana em Ação, inicialmente chamada São Paulo em Ação, foi uma revista brasileira de esportes e lazer publicada entre 1990 e 1991 pela Editora Abril.

## Histórico
Com a fraca participação da seleção brasileira na Copa do Mundo de 1990 e a bagunça que dominou os principais campeonatos estaduais daquele ano (Bragantino e Novorizontino decidiram o Campeonato Paulista, enquanto Botafogo e Vasco discutiam nos tribunais quem fora o campeão carioca), a Editora Abril decidiu encerrar as atividades da revista Placar.
Para substituí-la, a editora optou por tentar atingir um público-alvo mais jovem e rico, com uma publicação voltada para lazer e esportes radicais, com uma tímida cobertura do futebol profissional. Surgiu então a revista São Paulo em Ação, semanal como sua antecessora, mas que abrangia desde programação de cinemas e televisão a esportes radicais, como paintball, e de "alto consumo", como o jet ski, praticado pelo então recém-eleito presidente Fernando Collor de Mello. O público-alvo da publicação era aquele que não gostava de futebol e tinha maior poder aquisitivo. A edição número 1, com data de 24 de agosto de 1990, custava 180 cruzeiros e tinha Ayrton Senna como destaque principal na capa, sob a chamada "O tetra nas curvas da Bélgica". O slogan da revista era "A revista semanal de esporte, lazer e emoção". Os editores tinha a expectativa de manter vendas de 85 mil exemplares por semana.
A estrutura da redação tinha um diretor de redação, dois redatores-chefes, um editor de texto, um editor de fotografia, quatro repórteres, três fotógrafos, um editor de arte, um chefe de arte, seis diagramadores, quatro secretários de produção, um preparador de textos e um produtor gráfico. O diretor de redação era Marcelo Duarte, que respondia a Juca Kfouri assim como nos tempos de Placar — Duarte passara pela Playboy antes de chegar à São Paulo em Ação. A redação da Placar foi absorvida pela nova revista, e a placa da entrada mudou de Placar para Ação. Muitos dos jornalistas que trabalhavam com futebol, desmotivados pela parca cobertura que a nova revista dedicava ao tema, foram aos poucos deixando o veículo.  A revista manteve um encarte destacável com a seção "Tabelão", remanescente da Placar, com resultados de jogos, não só de futebol como de outros esportes, que ficou a cargo do então repórter iniciante Celso Unzelte.
No primeiro editorial, Kfouri comparou o lançamento à New York Magazine, revista estadunidense de variedades, projetando um futuro regionalizado: "A exemplo do que acontece nos Estados Unidos com publicações como New York, o Estado de São Paulo ganhou a sua revista." Mas logo ela passou a ser distribuída em todo o território nacional e mudou de nome para A Semana em Ação a partir da sétima edição, de outubro. Nesse mesmo mês Placar voltou a circular mensalmente com edições temáticas, produzidas pela redação de Ação.
Não demorou para a revista dar prejuízo, mesmo com o sucesso do especial sobre vídeo game sob o título de Ação Games, em dezembro de 1990, que daria origem a uma revista mensal por outra editora. A Semana em Ação foi cancelada em abril de 1991, no número 31. O anúncio foi feito à redação em uma quarta-feira, dia seguinte às reuniões de pauta. Segundo Paulo Vinícius Coelho, então repórter da revista, o diretor Carlos Costa reuniu a equipe para uma "reunião de ideias", que foi aberta com o seguinte discurso: "Vocês devem ter ouvido por aí o boato de que a revista vai fechar. Não é boato, não. Vai fechar mesmo."